# دمتریوس آپامیایی
دمتریوس آپامیایی پزشک یونانی بود که در پایان سدهٴ دوم یا در آغاز سدهٴ اول برآمد.
او اختصاصاً در مامایی و بیماری‌های زنان کار کرد. رساله‌هایی دربارهٴ مامایی و نشانه‌شناسی و رساله‌ای در آسیب‌شناسی نوشت، که دست کم شامل ۱۲ کتاب بود. این آثار را تنها از طریق منقولاتی می‌شناسیم که به وسیلهٴ سورانوس (نیمهٴ اول سدهٴ دوم) و کایلیوس اورلیانوس (نیمهٴ اول سدهٴ پنجم) از آنها صورت گرفته است.